# Montevarchi Calcio Aquila 1902 1990-1991
Questa voce raccoglie le informazioni riguardanti il Montevarchi Calcio Aquila 1902 nelle competizioni ufficiali della stagione 1990-1991.

## Rosa
| N. |                   | Ruolo | Calciatore         |
| -- | ----------------- | ----- | ------------------ |
|    | Italia (bandiera) | A     | Alfredo Aglietti   |
|    | Italia (bandiera) | D     | Alberto Boggio     |
|    | Italia (bandiera) | C     | Emiliano Carresi   |
|    | Italia (bandiera) | C     | Maurizio Cerasa    |
|    | Italia (bandiera) | A     | Fabrizio Del Rosso |
|    | Italia (bandiera) | C     | Alessio Di Mella   |
|    | Italia (bandiera) | P     | Amedeo Galeazzi    |
|    | Italia (bandiera) | C     | Marcello Gamberini |
|    | Italia (bandiera) | D     | Claudio Gori       |
|    | Italia (bandiera) | C     | Adriano Malisan    |

| N. |                   | Ruolo | Calciatore          |
| -- | ----------------- | ----- | ------------------- |
|    | Italia (bandiera) | D     | Alberto Minoia      |
|    | Italia (bandiera) | C     | Paolo Moschetti     |
|    | Italia (bandiera) | A     | Massimiliano Pani   |
|    | Italia (bandiera) | C     | Federico Rossi      |
|    | Italia (bandiera) | D     | Luca Sassoli        |
|    | Italia (bandiera) | D     | Michele Sbravati    |
|    | Italia (bandiera) | D     | Marco Sereni        |
|    | Italia (bandiera) | P     | Patrizio Tanagli    |
|    | Italia (bandiera) | A     | Marco Zenari        |
|    | Italia (bandiera) | C     | Vittorio Zerpelloni |